# 운헥스쿼듐
운헥스쿼듐(Unhexquadium)은 미발견된 원소의 예명으로 원소 기호는 Uhq, 원자 번호는 164번이다.
최근에 유리 오가네시안은 제2의 안정성의 섬의 존재 가능성을 제시하였는데, 이에 따르면 운헥스쿼듐-482가 이 섬의 중앙에 위치하게 된다.

## 같이 보기
- 안정성의 섬
- 체계적 원소 이름